# 亨里克·韦格兰

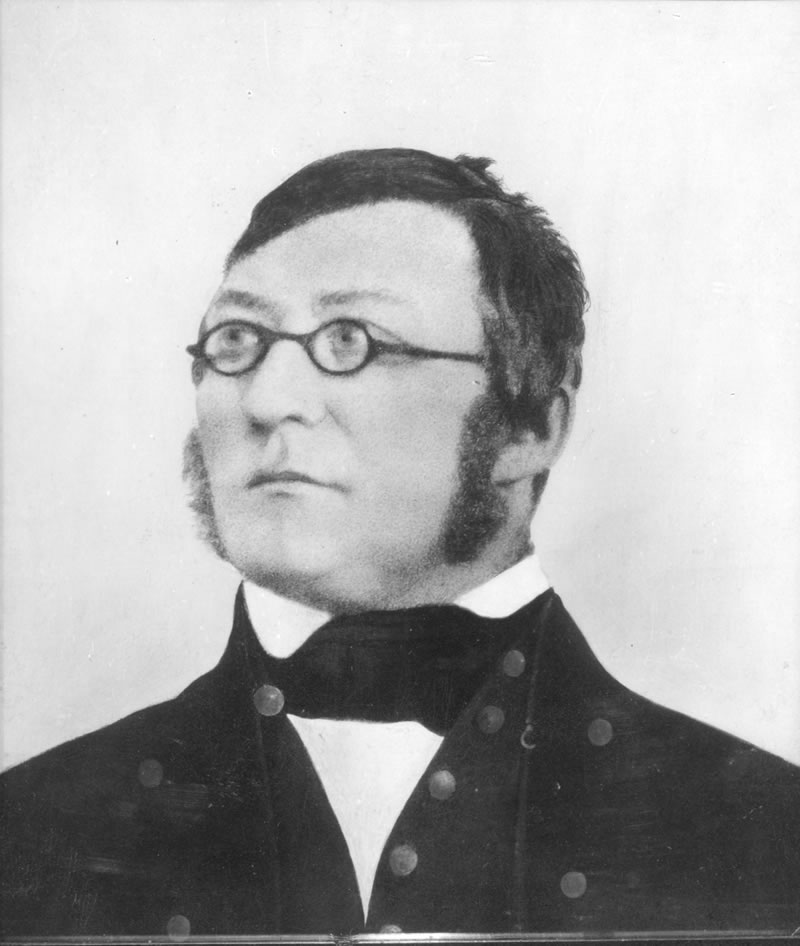
亨里克·韦格兰

亨里克·阿诺德·陶洛夫·韦格兰（Henrik Arnold Thaulow Wergeland，1808年6月17日—1845年7月12日）是一位挪威作家，代表作是诗歌，但同时也是个剧作家、辩论家、史学家、语言学家。
亨里克·韦格兰的涉猎領域涵盖了文学、神学、历史、当代政治、社会问题和科学。 
1844年春天，亨里克·韦格兰患上了肺炎。有人声称他因长期吸烟而患上肺癌。1845年7月12日凌晨，亨里克·韦格兰在家中去世。